# Gambier Island
Gambier Island ist eine Insel in der Nähe von Vancouver (British Columbia, Kanada). Sie ist benannt nach Lord James Gambier (* 13. Oktober 1756 auf den Bahamas; † 19. April 1833 in Ivor bei Uxbridge), britischer Admiral und von 1802 bis 1803 Gouverneur von Neufundland. Mit dieser Namensgebung wurde die Linie bei der Benennung der Inseln im Howe Sound nach einem Beteiligten an der Seeschlacht am Glorious First of June fortgesetzt.
Die 6893 Hektar große Insel liegt im Fjord des Howe Sound, 10 Kilometer nördlich der Horseshoe Bay.
Die mit weniger als 200 Einwohnern nur dünn besiedelte Insel, ist nicht so sehr besucht wie die Nachbarinsel Bowen Island, die bei Touristen sehr beliebt ist. Dennoch verdreifacht sich ihre Einwohnerzahl in der Sommersaison.
Gambier Island ist nur mit dem Personen-Boot „Stormaway“ zu erreichen (kein Auto- oder Lasten-Transport). Eine Kiesstraße ermöglicht den Autoverkehr zwischen den kleinen Gemeinwesen auf der Insel. Allerdings bewegen sich die meisten Einwohner mit Golf-Cart-ähnlichen Gefährten fort.
Die Hauptsiedlung der Insel wird New Brighton genannt und liegt auf der Westseite der Insel. Gambier Harbour, eine weitere kleine Ansiedlung, liegt im Osten. Im Sommer findet samstags rund um New Brighton an verschiedenen Häusern ein kleiner Inselmarkt statt. Angeboten werden lokale Produkte. Auf Gambier Island gab es einen Laden -den gibt es leider nicht mehr- und ein Hotel (bed and breakfast).
In der Westbay gibt es ein öffentliches Dock, an dem ein Boot 24 Stunden angelegt bleiben darf. Für Inselhaus-Eigentümer mit Privat-Booten besteht die Möglichkeit, einen Ankerplatz an einer Boje an ausgewiesenen Plätzen in der Bucht zu bekommen.
Die Bewohner der Insel wählen zwei Vertreter in den Island Trust, einen Zusammenschluss unabhängiger lokaler Verwaltungen zum Schutz der Umwelt, dem Erhalt des Landschaftsbildes und der Förderung der ökonomischen Entwicklung der Inseln British Columbias.
Zum Wandern existieren relativ gut markierte Trails verschiedener Schwierigkeits-Grade. Im Südosten der Insel findet sich der Halkett Bay Marine Provincial Park. Außerdem liegt die Insel im Bereich des im September 2021 neu eingerichteten Biosphärenreservat Átl'ka7tsem/Howe Sound, einem der drei UNESCO-Biosphärenreservate in der Provinz.